# Ammotrechula saltatrix
Ammotrechula saltatrix är en spindeldjursart som först beskrevs av Simon 1879.  Ammotrechula saltatrix ingår i släktet Ammotrechula och familjen Ammotrechidae. Inga underarter finns listade i Catalogue of Life.